# Metropolia di Elassona

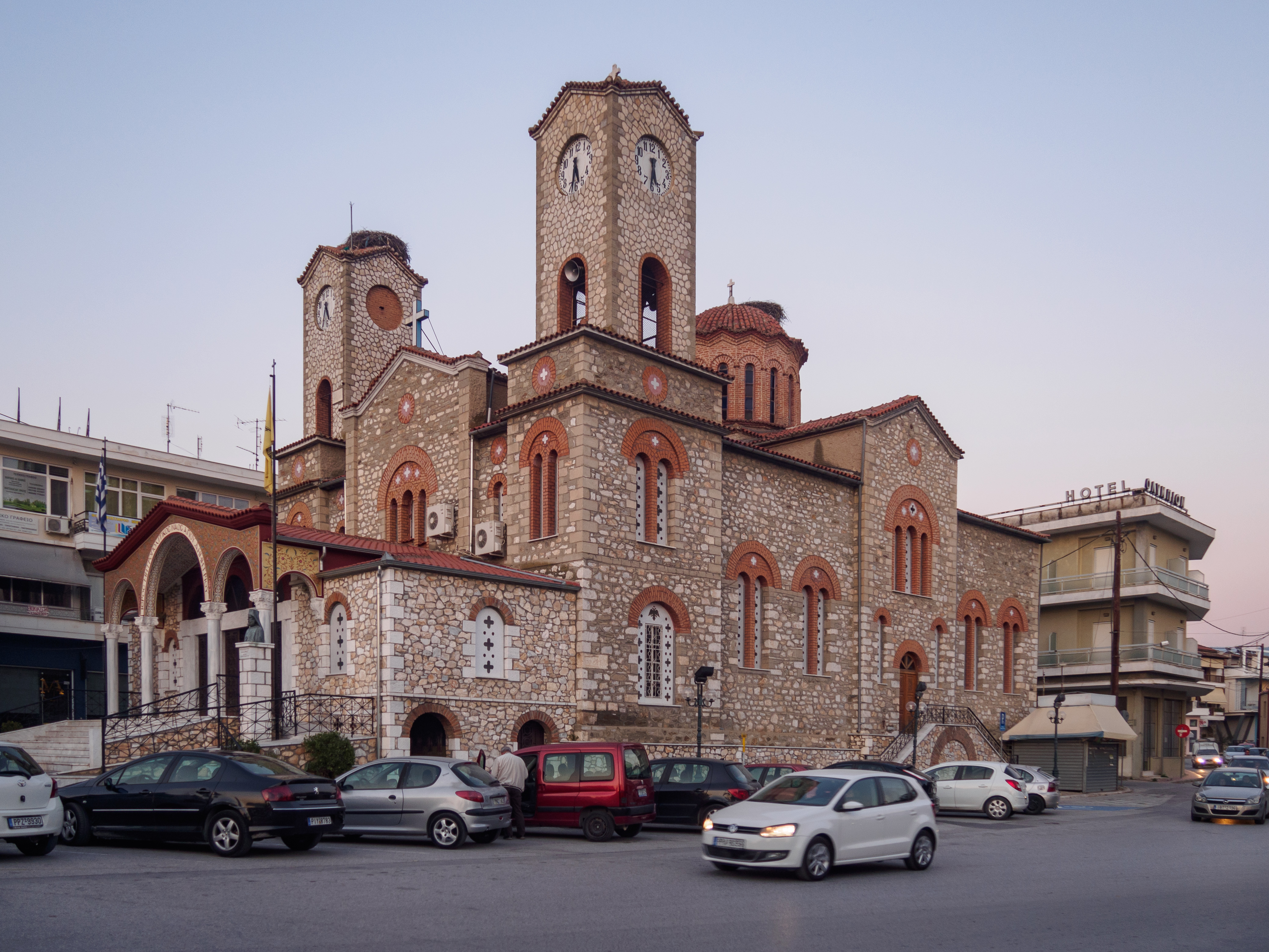
La cattedrale di San Demetrio di Elassona.

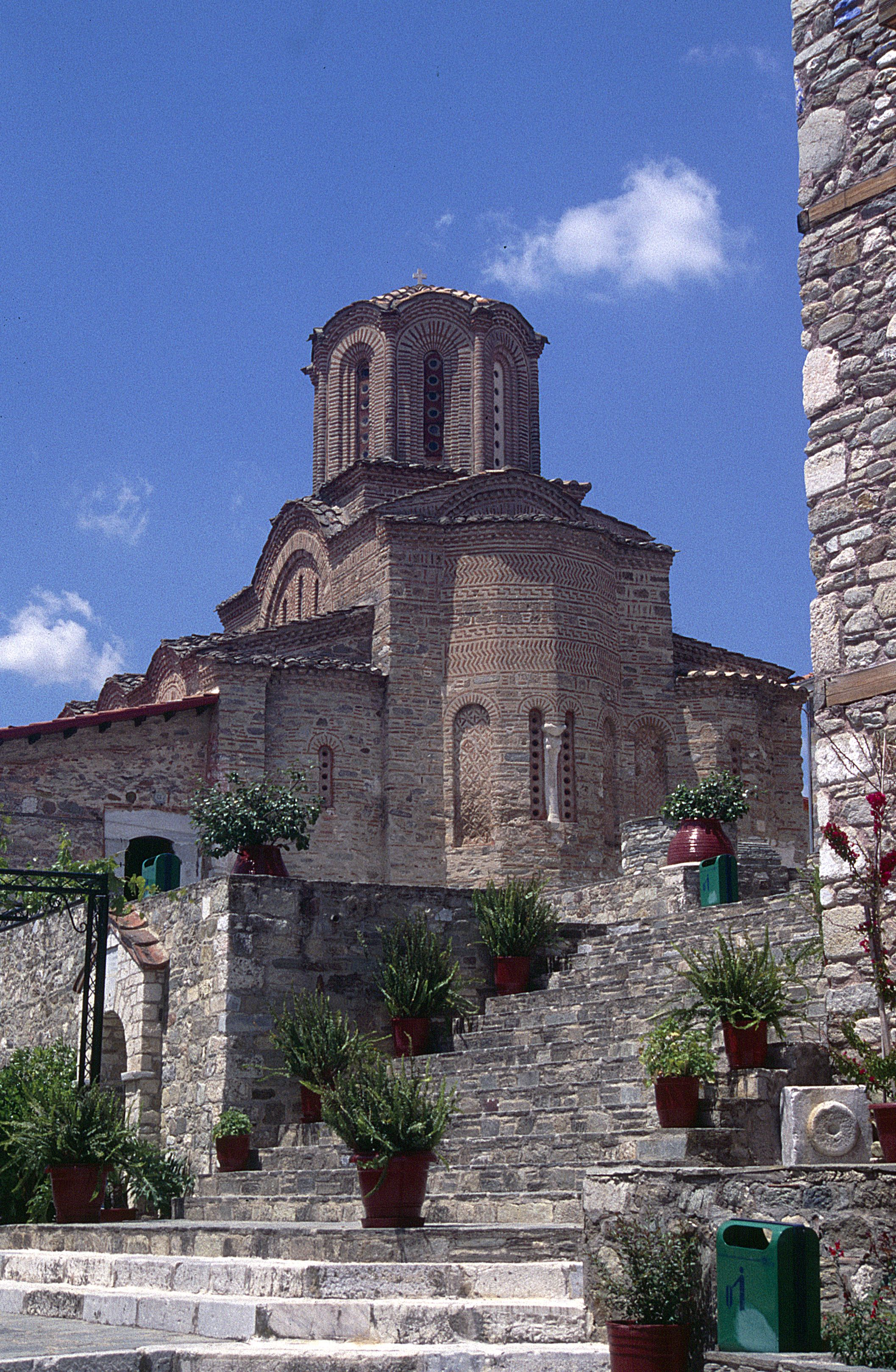
Il monastero di Panaghia Olympiotissa (Panaghia del Monte Olimpo) di Elassona.

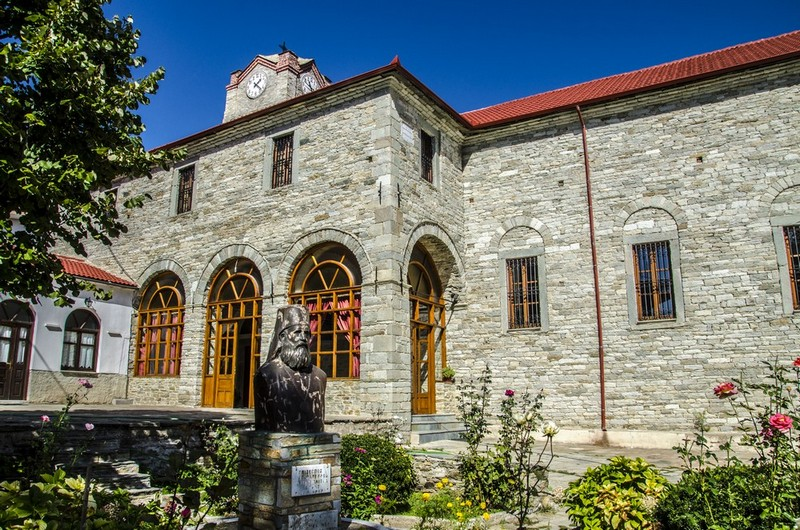
Il monastero della Santissima Trinità di Livadi.

La metropolia di Elassona (in greco: Ιερά Μητρόπολις Ελασσώνος; Ierá Mitrópolīs Elassonos) è una diocesi del patriarcato ecumenico di Costantinopoli, pastoralmente affidata alla Chiesa di Grecia, con sede a Elassona, in Tessaglia, dove si trova la cattedrale di San Demetrio.
Dal 29 giugno 2014 il metropolita è Caritone Toumbas.

## Territorio
La metropolia si trova nell'unità periferica di Tessaglia.
Sede del metropolita è la città di Elassona, dove si trova la cattedrale di San Demetrio.
Dal punto di vista canonico, la metropolia fa parte del patriarcato ecumenico di Costantinopoli. Tuttavia, trovandosi in territorio greco, la gestione pastorale è affidata alle cure dell'arcivescovo di Atene e della Chiesa di Grecia.

## Storia
Elassona è un'antica sede episcopale della Tessaglia, dipendente dalla sede metropolitana di Larissa. Nelle Notitiae Episcopatuum del patriarcato di Costantinopoli, la sede è attestata solo dal XIV secolo, quando occupa il rango di arcidiocesi.
Dal XII secolo Elassona fu unita alla diocesi di Domeniko. La serie episcopale è completa solo a partire dal XVI secolo, mentre per i secoli precedenti è molto deficitaria e i pochi nomi conosciuti sono di incerta attribuzione. Nel XVII secolo la sede degli arcivescovi era a Tsaritsani. Nel 1814 Elassona fu elevata al rango di metropolia.

## Cronotassi
Elenco dal sito ufficiale della metropolia.
- Simeone ? † (menzionato nell'879)[5]
- Demetrio Xiros † (attorno alla metà del XIII secolo)
- Matteo † (12 dicembre 1461 - ?)
- Bessarione † (1510 - 1516)
- Neofito † (circa 1516 - 12 aprile 1538 deceduto)
- Filoteo † (ottobre 1538 - novembre 1555 deceduto)
- Gregorio † (17 gennaio  1556 - 1564 deposto)
- Gregorio † (1564 - gennaio 1570 dimesso)
- Damasceno † (1570 - 1574)
- Arsenio † (prima di giugno 1583 - 1585/1589)
- Gabriele † (menzionato nel 1590)
- Galactico † (27 dicembre 1593 - maggio 1615 deposto)
- Timoteo † (circa 1615 - 3 aprile 1618 deceduto)
- Timoteo † (1618 - dicembre 1622 deposto)
- Joasaph † (dicembre 1622 - marzo 1636 deposto)
- Callisto † (marzo 1636 - 1636 deposto)
- Joasaph † (23 agosto 1638 - 1638 eletto arcivescovo di Corinto)
- Callisto † (1638 - maggio 1646 deposto)
- Gennadio † (1646 - 1649)
- Germano † (gennaio 1649 - settembre 1655 deposto)
- Atanasio † (settembre 1655 - prima di giugno 1657 eletto metropolita di Neopatrasso)
- Joasaph † (? - circa 1669 eletto metropolita di Neopatrasso)
- Germano † (gennaio 1669 - 1673)
- Filoteo † (1673 - gennaio 1697 deposto)
- Zaccaria † (16 gennaio 1697 - circa 1702)
- Pacomio † (circa 1703 - 1709 dimesso)
- Atanasio † (1709 - 1725)
- Antimo † (1725 - 1736)
- Timoteo † (1736 - gennaio 1760 eletto metropolita di Eno)
- Partenio † (gennaio 1760 - settembre 1798 deceduto)[6]
- Gioannizio † (settembre 1798 - 31 marzo 1809 eletto metropolita di Filippopoli)
- Porfirio † (1809 - 28 giugno 1813 eletto metropolita di Giannina)
- Samuele † (1813 - febbraio 1814 deceduto)
- Ignazio † (1814 - ottobre 1815 deceduto)
- Partenio † (ottobre 1815 - febbraio 1825 deceduto)
- Samuele † (febbraio 1825 - settembre 1827 deposto)
- Gerolamo † (settembre 1827 - 13 novembre 1830 deceduto)
- Neofito † (novembre 1830 - maggio 1849 eletto metropolita di Iconio)
- Germano † (maggio 1849 - 27 gennaio 1853 dimesso)
- Ignazio † (27 gennaio 1853 - dicembre 1860 eletto metropolita di Posna)
- Ignazio † (dicembre 1860 - marzo 1867 deceduto)
- Cirillo Ktenas † (marzo 1867 - agosto 1886 deceduto)
- Antimo Apollonio o Getzis † (16 marzo 1887 - 14 gennaio 1892 eletto metropolita di Prespa)
- Nicodemo Angelides (o Amaxopoulos) † (14 gennaio 1892 - 26 febbraio 1897 deceduto)
- Sofronio Argyropoulos (o Voutsas) † (31 maggio 1897 - 10 ottobre 1900 eletto metropolita di Strumica)
- Policarpo Varvakis † (21 ottobre 1900 - 12 agosto 1910 eletto metropolita di Adrianopoli)
- Neofito Evangelides † (12 agosto 1910 - 14 marzo 1917 deceduto)
- Ireneo Papamichail † (10 febbraio 1922 - 14 ottobre 1924 dimesso)
- Callinico Lambrinidis † (14 ottobre 1924 - 29 marzo 1955 dimesso)
- Giacomo Makrygiannis † (7 marzo 1956 - 2 agosto 1967 dimesso)
- Sebastiano Aspiotis † (23 novembre 1967 - 13 giugno 1995 dimesso)
- Sebastiano Aspiotis † (19 luglio 1995 - 16 maggio 2014 deceduto)
- Caritone Toumbas, dal 29 giugno 2014